# Abdoulaye Diagne-Faye
Abdoulaye Diagne-Faye, född 26 februari 1978 i Dakar, är en senegalesisk före detta fotbollsspelare som senast spelade som mittback för Sabah FA i Malaysia Premier League dit han kom december 2014 från Hull City. Han har spelat 35 matcher för Senegals landslag och gjort 2 mål.
Under sin första säsong med Stoke City tog Faye över kaptensbindeln efter att Andy Griffin dragit på sig en skada. Vid slutet av säsongen 2008/2009 ryktades det om att han skulle vara på väg till Arsenal, men någon affär blev inte av. Säsongen 2009/2010 bildade han mittbackspar tillsammans med Ryan Shawcross. Han kan även spela som defensiv mittfältare.